# Torre dell'Arma
Torre dell'Arma è un edificio difensivo sito nello storico territorio del borgo di Taggia; tuttavia oggi si trova nel territorio comunale della città di Sanremo.

## Storia e descrizione
È datata 1563 la decisione della Repubblica di Genova di costruire una torre difensiva, al fine di prevenire le incursioni piratesche, che in quel periodo infestavano la costa.
La torre fu riedificata sui resti di un castello di epoca romana, trasformato poi in un covo corsaro nel 1270 e distrutto su ordine del senato genovese, al fine di sconfiggere gli occupanti.
Il manufatto si erge sul promontorio della grotta dell'Arma e possiede una struttura romboidale.